# D'amour et de mots
Albums de Anne Sylvestre
La Ballade de Calamity Jane Chante... au bord de La Fontaine
D'amour et de mots est un album d'Anne Sylvestre paru chez EPM Musique.

## Historique
Sorti en 1994, c'est le dix-huitième album d'Anne Sylvestre (hors albums pour enfants, concerts et compilations).
Elle est revenue sur l'inspiration d'une des chansons de cet album :

« Judith et Roméo raconte en chanson ce que ma sœur, Marie Chaix, a relaté dans plusieurs livres: mon père a été jugé pour collaboration. J'ai passé ma petite enfance à voir ma mère l'attendre. Il était pris par ses réunions. Et à partir de 10 ans, la honte. J'ai assisté à son procès. Il a fait dix ans de prison. Je manquais l'école pour lui rendre visite à Fresnes. J'ai fait un blocage au point d'être nulle en histoire de France. Mon frère et moi, on n'a pas voulu lui poser de questions. »

Elle ajoute : « Mais si les enfants de ceux qui ont été déportés, traités de façon ignominieuse, endurent encore le poids des souffrances de leurs parents, il est également logique que nous continuions à porter notre honte. »
Après la sortie de cet album, elle fait une tournée au Québec et donne un récital à la Potinière.

## Titres
Toutes les chansons sont écrites et composées par Anne Sylvestre.
| No  | Titre                  | Durée      |
| --- | ---------------------- | ---------- |
| 1.  | Allez-y doux           | 3 min 04 s |
| 2.  | Faites-moi souffrir    | 3 min 20 s |
| 3.  | Tango pour Luce        | 3 min 41 s |
| 4.  | Au bord des larmes     | 2 min 41 s |
| 5.  | La 100e nuit           | 4 min 49 s |
| 6.  | Si mon âme en partant  | 3 min 50 s |
| 7.  | Tout s'mélange         | 2 min 53 s |
| 8.  | Belle Parenthèse       | 3 min 00 s |
| 9.  | Sur mon chemin de mots | 2 min 59 s |
| 10. | Les Impedimenta        | 3 min 24 s |
| 11. | Couteau caresse        | 3 min 13 s |
| 12. | Parti partout          | 2 min 02 s |
| 13. | Ruisseau bleu          | 3 min 04 s |
| 14. | Roméo et Judith        | 4 min 22 s |

## Musiciens
- Direction musicale : François Rauber

## Production
- EPM Musique
- Distribution : Universal[4]